# Сексуальное поведение человека

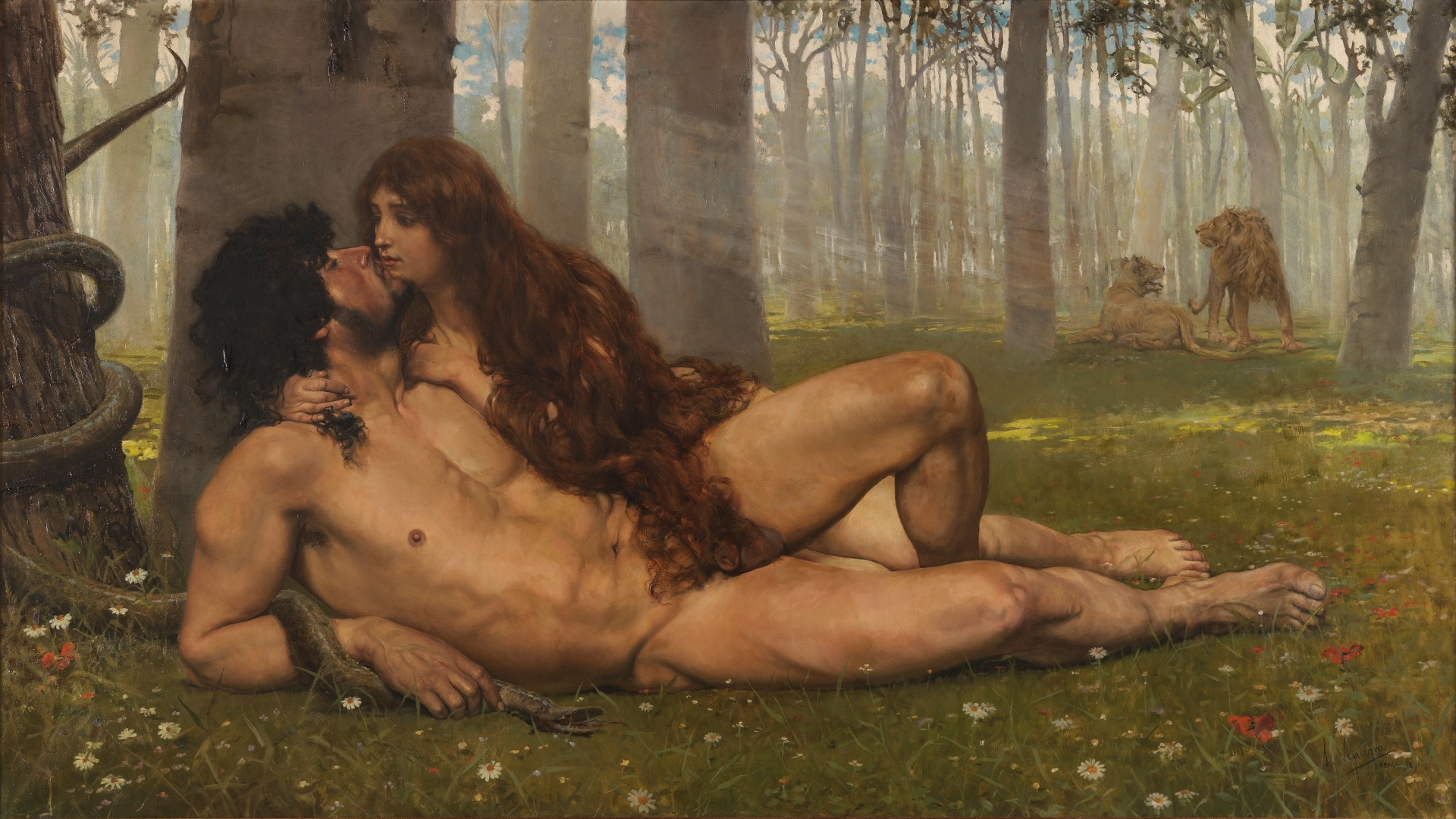
«Первый поцелуй Адама и Евы», Сальвадор Виньегра, 1891 г.

Сексуа́льное, или полово́е поведе́ние челове́ка (от лат. sexus «пол») — совокупность психических реакций, установок и поступков, связанных с проявлением и удовлетворением полового влечения человека.
Сексуальное поведение является одной из форм взаимодействия индивидов и представляет собой практическую реализацию сексуальности человека, являясь одним из вариантов социального поведения.
Хотя сексуальное поведение человека тесно связано с репродуктивной функцией, однако оно, в отличие от полового поведения животных, определяется социальным развитием конкретной личности.

## Этимология и семантика

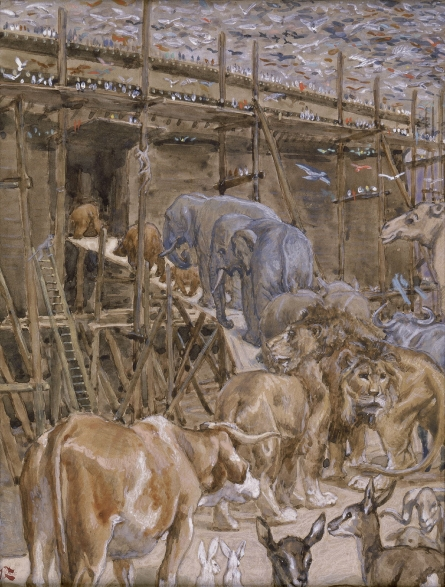
«Мужеского пола и женского пусть они будут», иллюстрация к Книге Бытия 6:19, Джейм Тиссо, ок. 1900 г.

Впервые слово sex было использовано в английском языке в 1382 году при переводе Латинской Библии на английский язык. В этом знаменитом переводе, выполненном Джоном Уиклифом, текст из Книги Бытия 6:19, в котором речь идёт о Ноевом ковчеге, содержал фразу «The maal sex and femaal». Здесь слово «секс» употреблялось в значении «пол», «вид», «раса». До конца XVIII века слово sex в английском языке употреблялось в значении обособленной группы, в том числе секты, религиозной группы, партии, касты и т. д. Лишь в XVIII веке значение этого слова сужается до процесса полового размножения. В начале XIX века появляется слово «сексуальность», которое включает уже не только физические, но и эмоциональные проявления.
В английском языке первое употребление слова «секс» в значении коитус зарегистрировано в 1929 году.
Немецкий сексолог Эрвин Хеберле при описании понятия «сексуальное поведение» выделяет три уровня его понимания, которые сменяли друг друга с течением времени.
1. Под сексуальным поведением понимаются действия, способные привести к зачатию потомства. Это самое старое и узкое определение этого понятия, и оно скорее подходит для животного мира, а не для человека.
2. Под сексуальным поведением понимается любая сексуальная реакция тела, включая гомосексуальное поведение, стимуляцию собственных половых органов и контакты с другими видами (межвидовые половые контакты у животных и зоофилия у человека).
3. Под сексуальным поведением понимаются все действия и реакции, связанные с удовлетворением полового желания, в том числе эротические фантазии, танцы, борьба, получение сексуального удовлетворения от насилия (садизм, мазохизм) и так далее.

## Функции сексуального поведения
Сексуальное поведение человека выполняет три различные функции:
- репродуктивную,
- гедоническую (получение наслаждения),
- коммуникативную[3][4].

В зависимости от конкретного отношения индивида к сексу его половое поведение может быть направлено на достижение следующих целей:
- релаксация и разрядка сексуального напряжения,
- прокреация (деторождение), при этом эротические соображения играют ничтожную роль;
- рекреация и чувственное наслаждение, когда основное значение придаётся эротизму;
- познание и удовлетворение любопытства;
- коммуникация;
- сексуальное самоутверждение;
- компенсация;
- поддержание определённого ритуала;
- достижение несексуальных целей[3][4][5][8].

Благодаря тому, что сексуальное влечение является очень мощным мотиватором поведения людей, оно часто используется спецслужбами и криминальными сообществами в следующих целях:
- получение информации;
- контроль над людьми (выбранными индивидами);
- побочное воздействие на поведение и мысли индивидов через приставленного «специалиста по наслаждениям»[9];
- получение компромата с целью последующего шантажа;
- разрушение психики субъектов (посредством вызова импотенции, заражения венерической болезнью, приучения выбранного объекта к новым формам сексуальной активности (BDSM, фистинг) и т. д.)[9];
- дальнейшее формирование наркотической зависимости (в целях более эффективного манипулирования)[10].

## Классификация полового поведения

### Сексуальная норма и сексуальная девиация
Существует множество классификаций сексуального поведения человека. Традиционное деление на «сексуальную норму» и «сексуальные отклонения» принято в религиях, законодательствах и психиатрии. При этом наблюдается изменение сексуальных норм во времени. Так, одни и те же сексуальные практики в одни исторические периоды могут считаться приемлемыми, а в другие — причисляться к сексуальным девиациям или даже преследоваться по закону. Это значит, что не каждое сексуальное поведение, считающееся легальным и причисляющееся к медицинской норме, является приемлемой с моральной точки зрения в конкретном обществе. Равно как и не каждое сексуальное поведение, считающееся греховным, преследуется по закону, и не каждая уголовно преследуемая сексуальная практика является сексуальной девиацией.
Основные группы сексуальных девиаций (парафилийных расстройств) описываются в Международной классификации болезней (МКБ-10) в группе диагнозов F65 (Класс V — Психические расстройства и расстройства поведения — Расстройства личности и поведения в зрелом возрасте — Расстройства сексуального предпочтения).

### Типы сексуального поведения
Эрвин Хеберле выделяет четыре типа сексуального поведения у человека: сексуальное самоудовлетворение; гетеросексуальное поведение; гомосексуальное поведение и сексуальные контакты с животными. Все перечисленные формы не являются взаимоисключающими, и один и тот же человек может практиковать несколько типов сексуального поведения одновременно или практиковать разные формы в разные периоды своей жизни. Однако гетеросексуальное поведение является наиболее распространённым в обществе типом сексуального поведения. В рамках каждого типа сексуального поведения могут различаться сексуальные предпочтения человека.
Половое поведение человека может также быть и ситуативным. Ситуативным в психологии называют поведение, обусловленное конкретными условиями, в которых находится индивид. В частности, ситуативное гомосексуальное поведение может наблюдаться в условиях вынужденной половой сегрегации (например, в пенитенциарных учреждениях или закрытых военных училищах), когда однополые связи служат временной заменой гетеросексуальных связей, или в случаях занятия проституцией. Вынужденное гетеросексуальное поведение может наблюдаться у гомосексуальных людей, состоящих в гетеросексуальном браке «для прикрытия».

### Правовой аспект
В юридической практике США под сексом (половым сношением) понимается любой намеренный контакт, в котором задействуются гениталии, включая петтинг и оральную стимуляцию.

### Психология
Специалист по психологии сексуальных отношений Дэвид Басс отмечает разрыв между биологическим и социальным аспектами психологии сексуальных отношений. Сексуальная психология человека развивалась на протяжении миллионов лет и предназначалась для решения адаптивных задач в прошлом. Первобытная психика входит в противоречие с новой культурной реальностью. Примером психологического пережитка Басс считает мужскую ревность.

## Основные формы половой жизни
Одна из возможных классификаций различных форм сексуальных отношений была предложена российским сексологом Г. С. Васильченко. Он делит формы половой жизни на экстрагенитальные и генитальные.

### Экстрагенитальные формы половой жизни

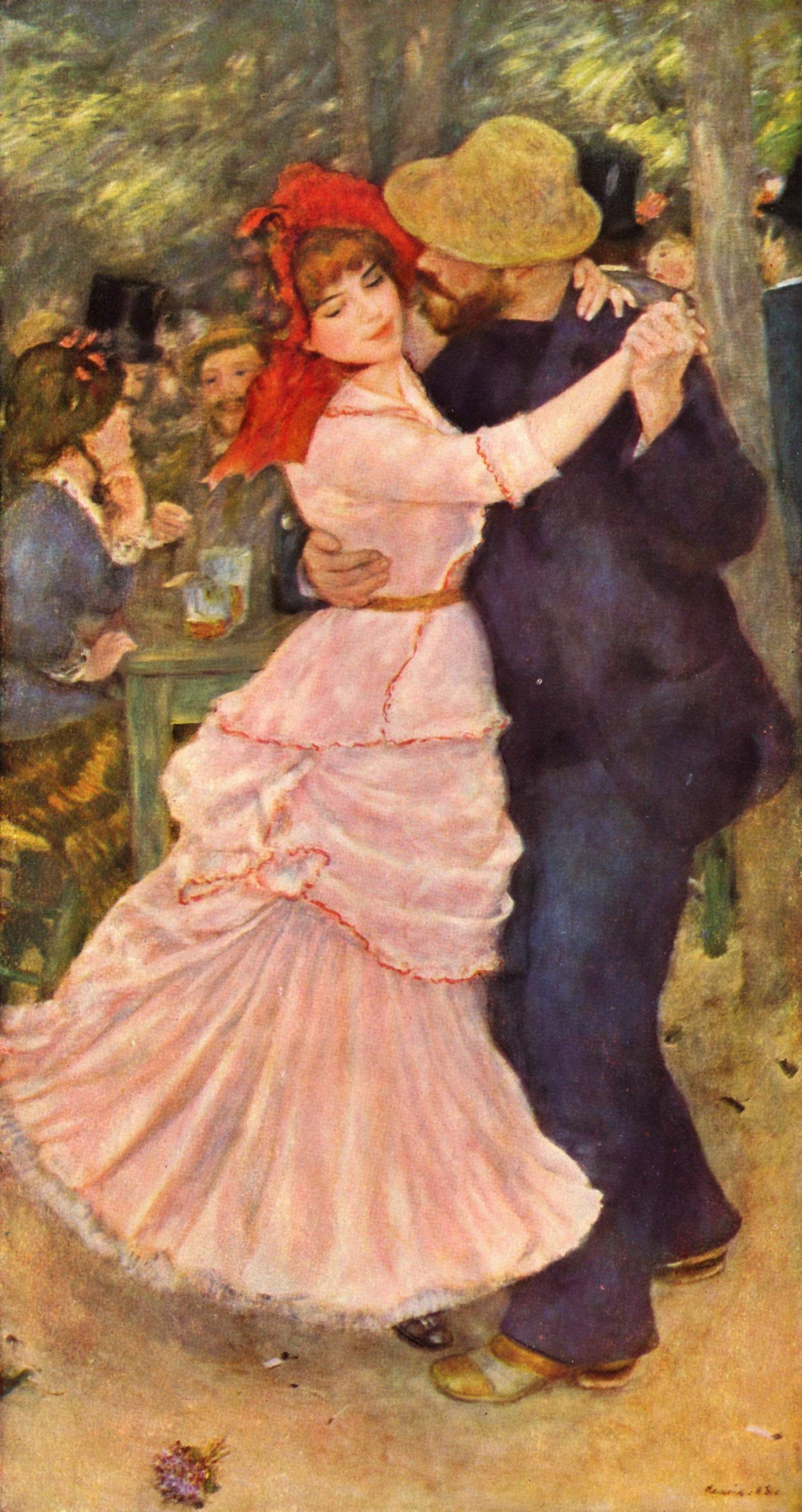
Танец

#### Платоническая любовь
Первой среди экстрагенитальных форм половой жизни является платоническая любовь, которая представляет собой близкие (любовные) отношения между двумя людьми, не сопровождающиеся сексом в узком смысле этого слова. Половая жизнь может ограничиваться этой формой по причине невозможности интимных отношений в паре в силу возраста партнёров или их состояния здоровья, либо при отсутствии взаимного стремления партнёров к генитальным контактам. Однако в большинстве случаев эта форма является переходной, любовные отношения влекут за собой другие виды половой активности.

#### Танцы
Танцевальные движения во многих случаях сопряжены с тесным контактом между партнёрами. Танцы играют важную роль в процессе знакомства. Многие виды танца, например, танго и ча-ча-ча имеют эротическую окраску.

#### Гейшизм
Название этой формы происходит от японского названия профессиональных артисток, развлекающих своих клиентов (гостей) танцем, пением, ведением чайной церемонии, беседой. Гейша является воплощением женственности, и, вопреки распространённому мнению, не является проституткой. В её профессиональные обязанности не входит сексуальное обслуживание своих клиентов: если гейша и отдаётся кому-либо, то происходит это исключительно по её воле. Суть данной формы половой жизни составляет духовное, а не телесное общение.

### Генитальные формы половой жизни

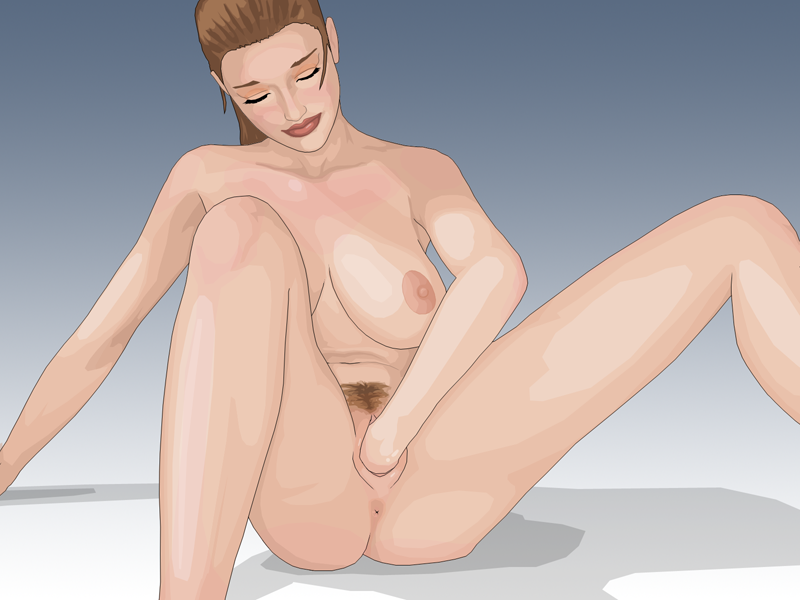
Девушка, занимающаяся фистингом (разновидность мастурбации у женщин)

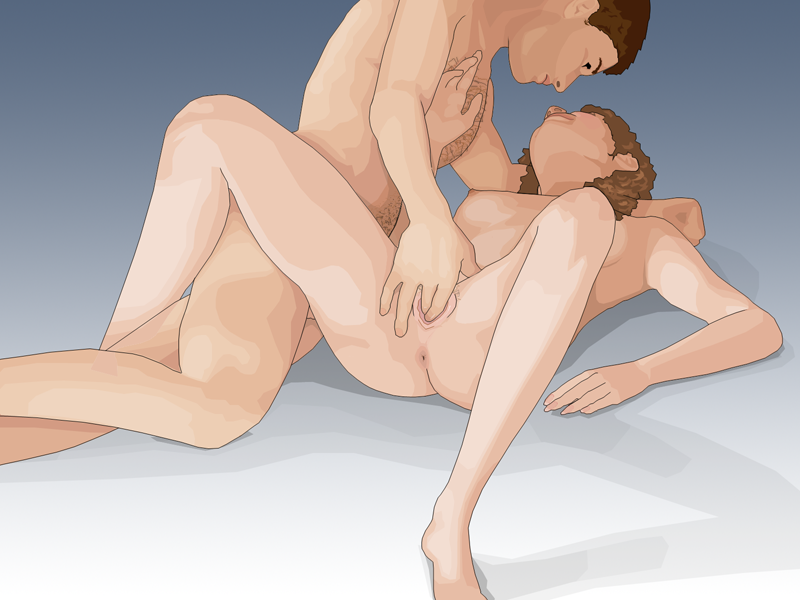
Фингеринг

#### Суррогатные и заместительные формы половой активности

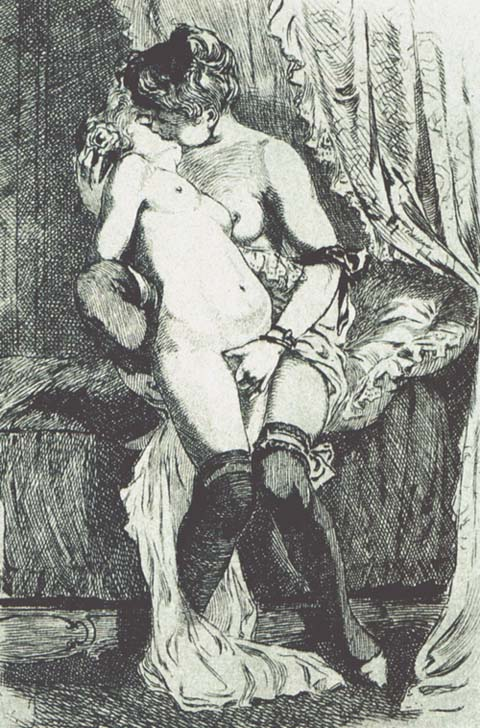
Мартин ван Маэле, иллюстрация к произведению Поля Верлена, 1907

Поллюции — естественное, непроизвольное, происходящее чаще всего во сне (часто сопровождающееся приятными сновидениями) извержение семенной жидкости у юношей и мужчин. Может возникать при долгом сексуальном воздержании.
Мастурбация — форма удовлетворения индивидом полового влечения путём раздражения собственных эрогенных зон или эрогенных зон партнёра. В основном мастурбация связана с раздражением так называемых безусловных эрогенных зон, к которым относятся гениталии, но могут подвергаться стимуляции и другие эрогенные зоны (анус, молочные железы).
Фингеринг — это способ достижения полового возбуждения женщины и её половой стимуляции при воздействии пальцем руки на наружные половые органы, клитор, влагалище, или на задний проход женщины (мужчины). Фингеринг проводится индивидом себе или гетеро-гомосексуальным партнёром, представляя один из типов мастурбации, не включающий стимуляцию иным объектом, кроме пальца, и мужскую мастурбацию.
Петтинг — получение оргазма возбуждением различных эрогенных зон (поцелуи, объятия, поглаживания, совместное трение гениталий и т. д.), при исключении самого полового акта. Петтинг может быть поверхностным и глубоким.

#### Половой акт

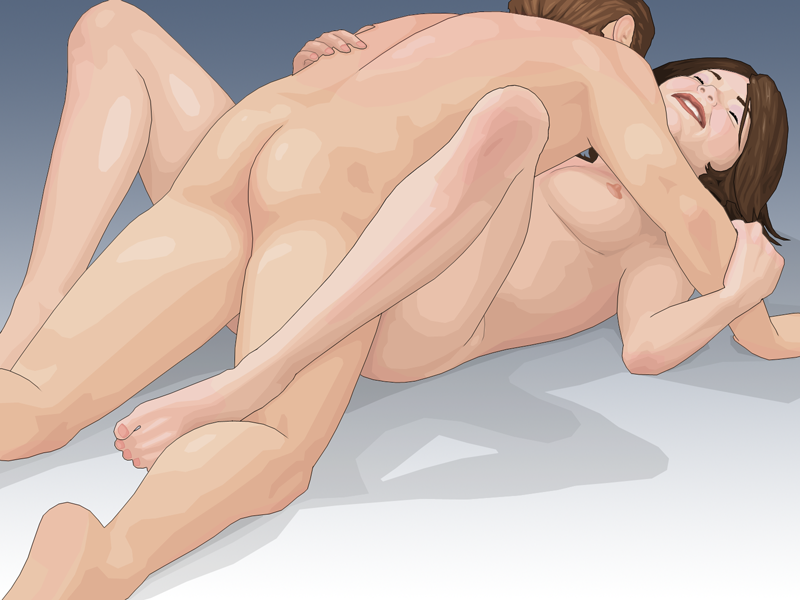
Половой акт

Основной формой половой жизни у большинства людей является половой акт (коитус), под которым подразумевается введение полового члена мужчины во влагалище женщины. По длительности коитус делят на быстрый и продолженный, по степени завершённости — на завершённый, преждевременно завершённый, незавершённый и прерванный. Существует множество разновидностей позиций и ситуаций, в которых может осуществляться половой акт.

#### Замещающие формы коитуса

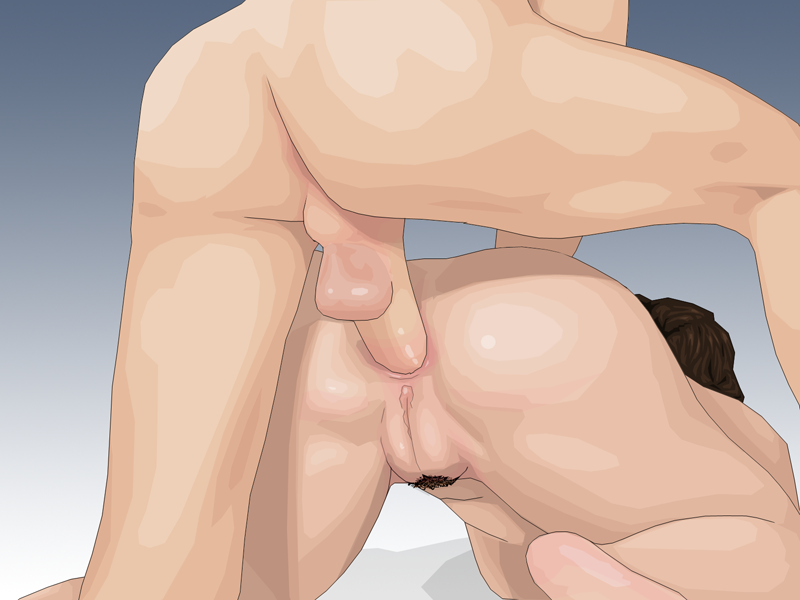
Анальный секс

Когда осуществление естественного полового акта нежелательно или невозможно, либо в дополнение к нему, могут использоваться замещающие формы коитуса: вестибулярный коитус (трение полового члена о наружные половые органы женщины без проникновения во влагалище), межбёдренный коитус, интрамаммарный секс (введение полового члена между молочных желез).
Также к таким формам полового акта может быть отнесён анальный секс, при котором половой член вводится в анальное отверстие партнёра (противоположного или того же пола).

#### Орально-генитальные контакты

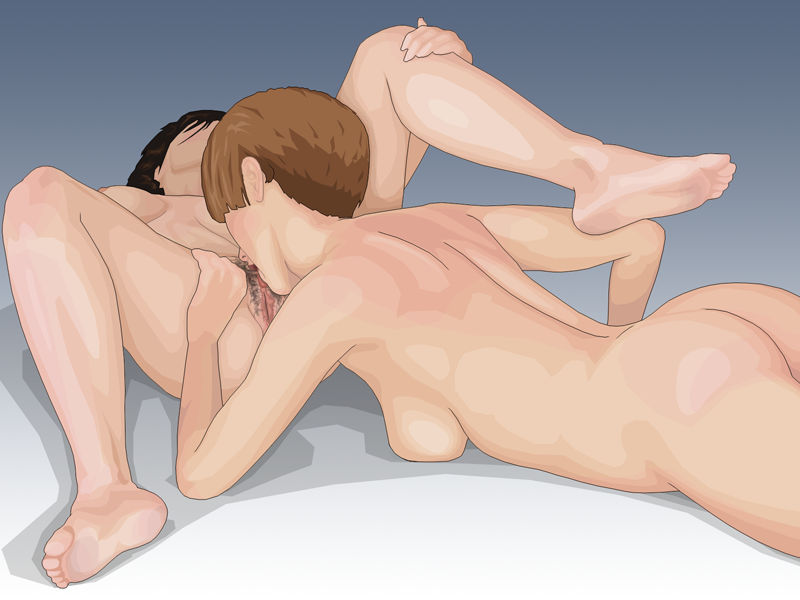
Куннилингус

При орально-генитальных контактах половое возбуждение и удовлетворение достигается ласками половых органов партнёра ртом или языком. Орально-генитальные контакты могут как дополнять другие формы половой жизни, так и быть единственной формой половых отношений между партнёрами. Существуют несколько видов орально-генитальных контактов:
- Куннилингус — сексуальное возбуждение женщины путём воздействия на клитор и вульву губами, языком или зубами.
- Фелляция (минет) — воздействие на половой член ртом, языком, зубами или горлом.
- Анилингус — стимуляция заднепроходной области языком или губами.
- Иррумация — выполнение активных движений половым членом в ротовую полость и глотку партнёра.
- Teabagging — помещение мужчиной мошонки в ротовую полость партнёра.

#### Сексуальные действия с животными
Патологическое влечение человека, направленное на животных, получение полового удовлетворения от сексуальных действий с животными, называется зоофилией. Объектами, на которые направлено половое влечение в таких ситуациях, обычно выступают домашние животные: козы, овцы, лошади, собаки и т. д. Человек в зоосексуальных контактах может выступать как в роли активного, так и в роли пассивного партнёра.
Исследования показывают, что сексуальные контакты с животными в современном обществе достаточно распространены, причём преобладает женская зоофилия, в основном в форме воздействия языка животного (собаки или кошки) на половые органы.

## Влияние на здоровье
Положительное или негативное влияние из-за отсутствия или не отсутствия секса является предметом дискуссий.

### Психическое здоровье
Регулярный секс связан со снижением уровнем стресса и тревожности, улучшением настроения и снижением риска депрессии. Если человек воздерживается добровольно, то негативных последствий может не быть.

### Физическое здоровье
Некоторые исследования показывают, что регулярный секс снижает риск развития сердечно-сосудистых заболеваний.
Умеренная сексуальная активность может укреплять иммунитет (повышение уровня IgA).

## Техника секса

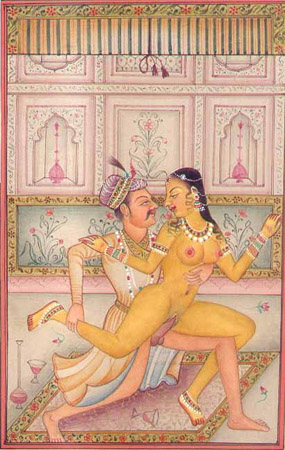
Иллюстрация к Камасутре

Первые исследования искусства плотской любви с описанием сексуальных позиций и техник появились, по-видимому, в древней Индии. В средние века был уже целый ряд методических пособий, сводов правил и наставлений (сутр — санскр. सूत्र, «нить»), которые посвящены индуистскому богу Ка́ма и ка́ме (санскр. काम IAST: kāma) — одной из четырёх пурушартх, целей человеческой жизни. На рубеже XIX и XX веков несколько таких свитков было привезено в Англию для перевода и хранения. Наиболее известна «Камасутра» Ватсьяяна и несколько менее известна «Ананга Ранга» («Ветви персика»). В этих трактатах говорится, что описываемые приёмы предназначены для полноты проявления любви между мужчиной и женщиной посредством их телесной близости.
Во второй половине XX века после Сексуальной революции вышел целый ряд популярных книг, посвящённых технике секса.

## Сексуальные комплексы
В литературе под сексуальным комплексом понимаются имеющие негативную эмоциональную окраску представления личности (ощущения неудовлетворённости, страха, греха), связанные с половыми отношениями, оказывающие существенное, а иногда и определяющее влияние как на половую жизнь, так и в целом на поведение.
Выделяют комплексы, присущие мужчинам (комплекс мачо, эдипов комплекс и т. д.), женщинам (комплекс Мессалины, комплекс Электры и т. д.) и обоим полам (комплекс неполноценности, комплекс паники закрывающихся дверей и другие). Сексуальные комплексы являются разновидностью психологических проблем, не связанных с заболеваниями. Их коррекция осуществляется с использованием методов психотерапии.
В некоторых случаях сексуальные комплексы возникают из-за постоянного стресса и могут развиться в компульсивное сексуальное расстройство.
Некоторые исследователи считают, что сексуальное поведение человека относительно автономно от его репродуктивной функции.

### Комментарии
1. ↑  После случая с Моникой Левински президент Билл Клинтон попытался определить секс более узко, но суд его поправил[14]